# Николай Чипев
Николай Чипев е български футболист. Роден е на 20 февруари 1989 година в София. Юноша на ЦСКА София. Неговата позиция е опорен халф. Носител на Суперкупата на България за 2008 г. Състезател на Монтана.